# Чикиль
Чики́ль (укр. Чікіль, крымскотат. Çikil, Чикиль) — исчезнувшее село в Советском районе Республики Крым, располагавшееся на северо-востоке района, в степной части Крыма, на правом берегу реки Мокрый Индол, примерно в 3 км к югу от современного села Присивашное.

## История
Первое документальное упоминание села встречается в Камеральном Описании Крыма… 1784 года, судя по которому, в последний период Крымского ханства Чикель входил в Ширинский кадылык Кефинскаго каймаканства. После присоединения Крыма к России (8) 19 апреля 1783 года, (8) 19 февраля 1784 года, именным указом Екатерины II сенату, на территории бывшего Крымского Ханства была образована Таврическая область и деревня была приписана к Левкопольскому, а после ликвидации в 1787 году Левкопольского — к Феодосийскому уезду Таврической области. После Павловских реформ, с 1796 по 1802 год, входила в Акмечетский уезд Новороссийской губернии. По новому административному делению, после создания 8 (20) октября 1802 года Таврической губернии, Чийкил был включён в состав Байрачской волости Феодосийского уезда.
По Ведомости о числе селений, названиях оных, в них дворов… состоящих в Феодосийском уезде от 14 октября 1805 года , в деревне Шикел числилось 8 дворов и 98 жителей крымских татар. На военно-топографической карте генерал-майора Мухина 1817 года деревня Чакыл обозначена с 13 дворами. После реформы волостного деления 1829 года Чакиль, согласно «Ведомости о казённых волостях Таврической губернии 1829 года», отнесли к Учкуйской волости (переименованной из Байрачской). На карте 1836 года в деревне 16 дворов. Затем, видимо, в результате эмиграции крымских татар, деревня заметно опустела и на карте 1842 года Чийкил обозначен условным знаком «малая деревня», то есть, менее 5 дворов.
В 1860-х годах, после земской реформы Александра II, деревню приписали к Шейих-Монахской волости. Согласно «Списку населённых мест Таврической губернии по сведениям 1864 года», составленному по результатам VIII ревизии 1864 года, Чийкиль — владельческая деревня немецких колонистов с 10 дворами и 45 жителями при речке Мокром Эндоле. На трёхверстовой карте Шуберта 1865—1876 года деревня Чийкиль обозначена с 16 дворами.
После земской реформы 1890-х годов деревню приписали к Цюрихтальской волости. По «…Памятной книжке Таврической губернии на 1892 год» в деревне Чийкил, входившей в Окречское сельское общество, числилось 4 жителя в 1 домохозяйстве. В дальнейшем в доступных источниках не встречается.